# Alvin i els esquirols 2
 Alvin i els esquirols 2  (original: Alvin and the Chipmunks: The Squeakquel) és una pel·lícula estatunidenca dirigida per Betty Thomas estrenada el desembre del 2009 i doblada al català. És la segona part de la pel·lícula del 2007 Alvin i els esquirols.

## Argument
Durant un concert benèfic a París, França, David Seville, està lesionat. Dave ha de recuperar-se i es veu obligat a sortir de la seva tia per tenir cura dels Esquirols. S'estan també perquè puguin anar al'escola. Després d'un altre accident, els esquirols es queden en la cura de Toby, el net de la tia de Dave.
Mentrestant, Ian Hawke viu al soterrani dels Rècords Jett. Tres esquirols cant femení, Brittany, Jeanette i Eleanor, també conegut com les Chipettes, sorgeixen i se'ls contracta com Ian pla per venjar-se de les esquirols i reviure la seva carrera. Si bé a l'escola, els esquirols són intimidats per esportistes i visitar l'oficina del director. Descobreixen que el director és un gran fan i vol que ells per ajudar a recaptar fons per al programa de música, en participar en un concurs. Mentrestant, quan Ian se sorprèn en trobar els esquirols a la primera pàgina del seu diari. Després de llegir una història sobre ell, ràpidament s'envia les Chipettes a l'escola.
Quan els esquirols coneixen les Chipettes, cauen dels seus homòlegs, però aviat es va veure obligat a tenir una rivalitat després de descobrir que estan amb Ian. Mentrestant, David s'assabenta de Toby està mirant als nois, i ràpidament es surti de l'hospital. En el concert, el cant Chipettes i Alvin no es presenta a les esquirols - que després perdrà. Quan Alvin mostra finalment, es troba l'auditori buit i és ignorat pels seus germans a la llar. Aviat, les Chipettes són contractats. El concert és en la mateixa nit del concurs escolar, de manera que Ian decideix volar fora de la batalla i fer les Chipettes actuar en el nou concert, obrint per a Britney Spears.
Alvin descobreix que Ian ha bloquejat les Chipettes en una gàbia, per la qual cosa Alvin races lliures per rescatar-los, mentre que Simon li diu Jeanette com obrir la caixa a través del telèfon. Les Chipettes aconsegueixen escapar amb Alvin, i arriben just a temps per actuar en el concurs. Les Esquirols i les Chipettes les realitzen junts i guanyen. David torna durant el concurs. Mentrestant, Ian es fica en més problemes en el concert que va crear per a les noies quan es tracta d'imitar-los. Després del concurs, Dave permet a les Chipettes a quedar-se'ls. En una escena a mitjan crèdits, el director raspa a goma fora de sota de les grades al gimnàs als esportistes i Ian acaba en un contenidor d'escombraries.

## Repartiment
- Zachary Levi: Toby Seville
- David Cross: Ian Hawke
- Jason Lee: Dave Seville
- Justin Long: Alvin Seville (veu)
- Matthew Gray Gubler: Simon Seville (veu)
- Jesse McCartney: Theodore Seville (veu)
- Amy Poehler: Eleonore Miller (veu)
- Anna Faris: Jeanette Miller (veu)
- Christina Applegate: Brittany Miller (veu)
- Wendie Malick: Dr. Rubin
- Anjelah Johnson: Julie Ortega
- Kathryn Joosten: La Tia Jackie Seville
- Kevin Schmidt: Ryan Edwards
- Chris Warren Jr.: Xander
- Bridgit Mendler: Becca Kingston